# Rossellidae
Rossellidae es una familia de esponjas marinas perteneciente al orden Lyssacinosida.

## Taxonomía
Se reconocen las siguientes subfamilias y géneros:
Subfamilia Acanthascinae Schulze, 1897
- Acanthascus Schulze, 1886
- Rhabdocalyptus Schulze, 1886
- Staurocalyptus Ijima, 1897

Subfamilia Lanuginellinae Schulze, 1897
- Calycosoma Schulze, 1899
- Doconesthes Topsent, 1928
- Lanuginella Schmidt, 1870
- Lanugonychia Lendenfeld, 1915
- Lophocalyx Schulze, 1887
- Mellonympha Schulze, 1897
- Sympagella Schmidt, 1870

Subfamilia Rossellinae Schulze, 1897
- Anoxycalyx Kirkpatrick, 1907
- Aphorme Schulze, 1899
- Asconema Kent, 1870
- Aulosaccus Ijima, 1896
- Bathydorus Schulze, 1886
- Caulophacella Lendenfeld, 1915
- Caulophacus Schulze, 1886
- Crateromorpha Gray, 1872
- Hyalascus Ijima, 1896
- Nodastrella[2] Dohrmann, Göcke, Reed & Janussen, 2012
- Rossella Carter, 1872
- Schaudinnia Schulze, 1900
- Scyphidium Schulze, 1900
- Trichasterina Schulze, 1900
- Vazella Gray, 1870
- Vitrollula Ijima, 1898